# Diana Morel
Diana Morel, nome artístico de Wilma O'Reilly Pereira (Rio de Janeiro, 1 de setembro de 1935 — Rio de Janeiro, 18 de dezembro de 1998) foi uma atriz e dubladora brasileira.

## Biografia
Diana começou a ser vedete ainda com 15 anos, nos espetáculos de Carlos Machado. Sofrendo a oposição de sua família, a jovem chegou a ameaçar se jogar do alto de um prédio, caso seus pais não a permitissem ser vedete. Em 1957, com a revista É Fogo na Jaca, entrou na lista das Certinhas do Lalau. Diana também ingressou no Teatro de Comédia, atuando na Companhia Maria Della Costa, ao lado de Tônia Carrero, Paulo Autran, Cacilda Becker e outros. No cinema estrelou Trabalhou Bem, Genival (1955), em outras chanchadas, e, uma participação em Moral em Concordata (1959), ao lado de Odete Lara. Na TV, começou nos teleteatros e humorísticos, fazendo muito sucesso. Ainda na década de 1960, é homenageada por um programa da TV Tupi, que remontava sua trajetória, tendo a atriz Elisângela, como Diana adolescente. Fez diversos humorísticos, nos quais se destacou como a Dona Didi, mulher do seu Ouvelindo (Waldir Maia). Diana ainda participou de diversas novelas na Globo e na Tupi. Diana faleceu vítima de infarto do miocárdio, no seu apartamento no Leme, Rio de Janeiro. Seu corpo foi velado e sepultado no Cemitério de São Francisco Xavier, no Caju, zona portuária da cidade.

## Carreira

### Cinema
| Ano  | Título                   | Personagem  |
| ---- | ------------------------ | ----------- |
| 1961 | Quanto Mais Samba Melhor | —           |
| 1960 | Cidade Ameaçada          | —           |
| 1960 | Esse Rio que Eu Amo      | Aparecida   |
| 1959 | Moral em Concordata      | Yole        |
| 1958 | Meus Amores no Rio       | —           |
| 1955 | Trabalhou Bem, Genival   | Diana Lemos |
| 1953 | A Carne é o Diabo        | Mocinha     |
| 1953 | É pra Casar?             | —           |

### Televisão
| Ano  | Título                      | Personagem                 | Notas                                      |
| ---- | --------------------------- | -------------------------- | ------------------------------------------ |
| 1990 | Gente Fina                  | Zenaide Soares             |                                            |
| 1986 | Selva de Pedra              | ex-vedete                  | Participação Especial                      |
| 1985 | A Gata Comeu                | Ofélia Queiroz             |                                            |
| 1984 | Caso Verdade                | Mãe de Nego Bel            | Episódio: "A Palavra de Maria"             |
| 1979 | Carga Pesada                | Lica                       | Episódio: "A Explosão"                     |
| 1978 | Sítio do Picapau Amarelo    | Pasifae, a Rainha de Creta | Episódio: "O Minotauro"                    |
| 1978 | Ciranda Cirandinha          | Mara                       | Episódio: "O Jardim Suspenso da Babilônia" |
| 1978 | Dancin' Days                | Anita                      |                                            |
| 1975 | Senhora                     | Santa                      |                                            |
| 1974 | Supermanoela                | Tereza                     |                                            |
| 1972 | Jerônimo, o Herói do Sertão | Débora                     |                                            |
| 1972 | Tempo de Viver              | Mirtes                     |                                            |
| 1969 | Enquanto Houver Estrelas    | Estela                     |                                            |
| 1969 | O Retrato de Laura          | Laura                      |                                            |
| 1968 | A Grande Mentira            | Beatriz                    |                                            |
| 1967 | O Homem Proibido            | Amal                       |                                            |
| 1967 | A Rainha Louca              | Rosário                    |                                            |

### Dublagem
- As atrizes Greta Garbo, Bette Davis , Ingrid Bergman e Jane Russell
- Rainha Nemone na série animada Tarzan(estúdios Filmation);
- Mulher-Maravilha na 1ª temporada de Superamigos(1973);
- Angie Dickinson em Policewoman;
- Participações em Columbo e Ilha da Fantasia;
- Maria Mercedes (seu último trabalho no meio)

## Teatro
- 1983/1984 - As Certinhas do Lalau
- 1973 - Check-Up
- 1972 - Dom Casmurro
- 1971/1972 - Querido, Agora Não
- 1970/1971 - Em Família
- 1968 - O Apartamento
- 1967 - A Via Sacra
- 1966 - Júlio César
- 1966 - As Troianas
- 1963 - Não Consultes Médico
- 1961 - Qual É o Babado?
- 1960 - Lições de Botânica
- 1960 - Esquina Perigosa
- 1958 - O Canto da Cotovia
- 1958 - A Alma Boa de Set-Suan
- 1957 - É Fogo na Jaca
- 1956 - Manequim
- 1956 - A Rosa Tatuada
- 1956 - A Casa de Bernarda Alba
- 1956 - No País dos Cadillacs
- 1955 - Eu Quero É Me Badalar
- 1954 - Clarins em Fá
- 1953/1954 - Esta Vida É Um Carnaval
- 1951 - O Que é que o Bikini Tem
- 1951 - Bomba da Paz